# HD246706
HD246706 — хімічно пекулярна зоря спектрального класу B8, що має видиму зоряну величину в смузі V приблизно  9,1.
Вона  розташована на відстані близько 702,9 світлових років від Сонця.

## Пекулярний хімічний вміст
Зоряна атмосфера HD246706 має підвищений вміст 
Si
.